# اغور ایلدیران
اغور ایلدیران (به ترکی استانبولی: Uğur Yıldıran) – (زاده ۲۶ ژوئیه ۱۹۸۱، استانبول) بازیگر، رقاص و کارگردان ترکیه‌ای است.

## زندگی‌نامه
اغور ایلدیران در ۲۶ ژوئیه ۱۹۸۱ در استانبول زاده شد. او تحصیلات خود را در آکادمی ورزشی دانشگاه گازی، گروه ژیمناستیک به پایان رساند. اغور ایلدیران نیز به رقص علاقه داشت. در سال ۲۰۰۹، او در آهنگ Düm Tek Tek که حادیسه در مسابقه یوروویژن خواند، حادیسه را به عنوان یک رقصنده همراهی کرد. او اولین بازیگری خود را در سال ۲۰۱۴ انجام داد.
او در سال ۲۰۱۴ در سریال تلویزیونی Filinta که از TRT 1 پخش شد، شخصیت گربیس را بازی کرد. او در سال ۲۰۱۶ نقش شخصیت سلیم را در سریال تلویزیونی نفوذی بازی کرد. او در سال ۲۰۱۷ نقش شخصیت کمال را در سریال گودال بازی کرد و در سال ۲۰۱۹ از این سریال خداحافظی کرد.
ودر سال ۲۰۲۴ با نقش کورت سریال ظالم در کنار چاتای اولسوی همکاری کرد